# Nixonia gigas
Nixonia gigas är en stekelart som beskrevs av Johnson och Lubomir Masner 2006. Nixonia gigas ingår i släktet Nixonia och familjen Scelionidae. Inga underarter finns listade i Catalogue of Life.